# 1970-es labdarúgó-világbajnokság (keretek)
Ez a szócikk az 1970-es labdarúgó-világbajnokságon részt vevő játékosok listája.

## A csoport

### Mexikó
Szövetségi kapitány:  Raúl Cárdenas
| Szám | Poszt | Név                    | Születési dátum (Kor)            | Vál. | Klub        |
| ---- | ----- | ---------------------- | -------------------------------- | ---- | ----------- |
| 1    | K     | Ignacio Calderón       | 1943. december 13. (26 évesen)   |      | Guadalajara |
| 2    | V     | Juan Manuel Alejandrez | 1944. május 17. (26 évesen)      |      | Cruz Azul   |
| 3    | V     | Gustavo Peña           | 1941. november 22. (28 évesen)   |      | Cruz Azul   |
| 4    | V     | Francisco Montes       | 1943. április 22. (27 évesen)    |      | Veracruz    |
| 5    | V     | Mario Pérez            | 1946. július 30. (23 évesen)     |      | América     |
| 6    | V     | Guillermo Hernández    | 1942. június 25. (27 évesen)     |      | América     |
| 7    | KP    | Marcos Rivas           | 1947. november 25. (22 évesen)   |      | Atlante     |
| 8    | KP    | Antonio Munguía        | 1942. június 27. (27 évesen)     |      | Cruz Azul   |
| 9    | KP    | Enrique Borja          | 1945. december 30. (24 évesen)   |      | América     |
| 10   | CS    | Horacio López Salgado  | 1948. szeptember 15. (21 évesen) |      | América     |
| 11   | CS    | Aarón Padilla          | 1942. július 10. (27 évesen)     |      | UNAM        |
| 12   | K     | Antonio Mota           | 1939. január 26. (31 évesen)     |      | Necaxa      |
| 13   | V     | José Vantrolá          | 1943. március 30. (27 évesen)    |      | Toluca      |
| 14   | V     | Javier Guzmán          | 1945. január 9. (25 évesen)      |      | Cruz Azul   |
| 15   | KP    | Héctor Pulido          | 1942. december 20. (27 évesen)   |      | Cruz Azul   |
| 16   | CS    | Isidoro Díaz           | 1940. március 14. (30 évesen)    |      | León        |
| 17   | KP    | José Luis González     | 1942. szeptember 14. (27 évesen) |      | UNAM        |
| 18   | KP    | Mario Velarde          | 1940. március 29. (30 évesen)    |      | UNAM        |
| 19   | CS    | Javier Valdivia        | 1941. december 4. (28 évesen)    |      | Guadalajara |
| 20   | KP    | Juan Ignacio Basaguren | 1944. július 21. (25 évesen)     |      | Atlante     |
| 21   | CS    | Javier Fragoso         | 1942. április 19. (28 évesen)    |      | América     |
| 22   | K     | Francisco Castrejón    | 1947. június 11. (22 évesen)     |      | UNAM        |

### Szovjetunió
Szövetségi kapitány:  Gavriil Kacsalin
| Szám | Poszt | Név                    | Születési dátum (Kor)            | Vál. | Klub                |
| ---- | ----- | ---------------------- | -------------------------------- | ---- | ------------------- |
| 1    | K     | Leonyid Smuc           | 1948. október 8. (21 évesen)     | 0    | CSZKA Moszkva       |
| 2    | K     | Anzor Kavazasvili      | 1940. július 19. (29 évesen)     | 25   | Szpartak Moszkva    |
| 3    | V     | Valentyin Afonyin      | 1939. december 22. (30 évesen)   | 38   | SZKA Rosztov        |
| 4    | V     | Revaz Dzodzuasvili     | 1945. április 15. (25 évesen)    | 10   | Dinamo Tbiliszi     |
| 5    | V     | Volodimir Kaplicsnij   | 1944. május 26. (26 évesen)      | 22   | CSZKA Moszkva       |
| 6    | V     | Jevgenyij Lovcsev      | 1949. január 29. (21 évesen)     | 10   | Szpartak Moszkva    |
| 7    | V     | Gennagyij Logofet      | 1942. február 15. (28 évesen)    | 15   | Szpartak Moszkva    |
| 8    | V     | Murtaz Hurcilava       | 1943. január 5. (27 évesen)      | 39   | Dinamo Tbiliszi     |
| 9    | V     | Albert Seszternyov     | 1941. június 20. (28 évesen)     | 74   | CSZKA Moszkva       |
| 10   | KP    | Valerij Zikov          | 1944. február 24. (26 évesen)    | 1    | Gyinamo Moszkva     |
| 11   | KP    | Kahi Aszatiani         | 1947. január 1. (23 évesen)      | 10   | CSZKA Moszkva       |
| 12   | KP    | Nyikolaj Kiszeljov     | 1946. január 29. (24 évesen)     | 8    | Szpartak Moszkva    |
| 13   | K     | Lev Jasin              | 1929. október 22. (40 évesen)    | 74   | Gyinamo Moszkva     |
| 14   | KP    | Volodimir Muntyan      | 1946. szeptember 14. (23 évesen) | 13   | Dinamo Kijev        |
| 15   | KP    | Viktor Szerebrjanyikov | 1940. március 29. (30 évesen)    | 19   | Dinamo Kijev        |
| 16   | CS    | Anatolij Bisovec       | 1946. április 23. (24 évesen)    | 29   | Dinamo Kijev        |
| 17   | CS    | Gennagyij Jevrjuzsihin | 1944. február 4. (26 évesen)     | 13   | Gyinamo Moszkva     |
| 18   | CS    | Szlava Metreveli       | 1936. május 30. (34 évesen)      | 48   | Dinamo Tbiliszi     |
| 19   | CS    | Givi Nogyija           | 1948. január 2. (22 évesen)      | 10   | Dinamo Tbiliszi     |
| 20   | CS    | Anatolij Puzacs        | 1941. június 3. (28 évesen)      | 10   | Dinamo Kijev        |
| 21   | CS    | Vitalij Hmelnickij     | 1943. június 12. (26 évesen)     | 13   | Dinamo Kijev        |
| 22   | CS    | Valerij Porkujan       | 1944. október 4. (25 évesen)     | 8    | Csernomorec Odessza |

### Belgium
Szövetségi kapitány:  Raymond Goethals
| Szám | Poszt | Név                    | Születési dátum (Kor)            | Vál. | Klub              |
| ---- | ----- | ---------------------- | -------------------------------- | ---- | ----------------- |
| 1    | K     | Christian Piot         | 1947. október 4. (22 évesen)     | 2    | Standard Liège    |
| 2    | V     | Georges Heylens        | 1941. augusztus 8. (28 évesen)   | 48   | Anderlecht        |
| 3    | V     | Jean Thissen           | 1946. április 21. (24 évesen)    | 12   | Standard Liège    |
| 4    | V     | Nicolas Dewalque       | 1945. szeptember 20. (24 évesen) | 12   | Standard Liège    |
| 5    | V     | Léon Jeck              | 1947. február 2. (23 évesen)     | 10   | Standard Liège    |
| 6    | V     | Jean Dockx             | 1941. május 24. (29 évesen)      | 11   | Anderlecht        |
| 7    | KP    | Léon Semmeling         | 1940. január 4. (30 évesen)      | 21   | Standard Liège    |
| 8    | KP    | Wilfried Van Moer      | 1945. március 1. (25 évesen)     | 16   | Standard Liège    |
| 9    | CS    | Johan Devrindt         | 1944. április 14. (26 évesen)    | 16   | Anderlecht        |
| 10   | CS    | Paul Van Himst         | 1943. október 2. (26 évesen)     | 55   | Anderlecht        |
| 11   | CS    | Wilfried Puis          | 1943. február 18. (27 évesen)    | 41   | Anderlecht        |
| 12   | K     | Jean-Marie Trappeniers | 1942. január 13. (28 évesen)     | 15   | Anderlecht        |
| 13   | V     | Jacques Beurlet        | 1944. december 21. (25 évesen)   | 7    | Standard Liège    |
| 14   | KP    | Maurice Martens        | 1947. június 5. (22 évesen)      | 0    | Anderlecht        |
| 15   | KP    | Erwin Vandendaele      | 1945. március 5. (25 évesen)     | 1    | Club Brugge       |
| 16   | KP    | Odilon Polleunis       | 1943. május 1. (27 évesen)       | 12   | St. Truiden       |
| 17   | KP    | Jan Verheyen           | 1944. július 9. (25 évesen)      | 21   | Beerschot AC      |
| 18   | CS    | Raoul Lambert          | 1944. október 20. (25 évesen)    | 7    | Club Brugge       |
| 19   | CS    | Pierre Carteus         | 1943. szeptember 24. (26 évesen) | 0    | Club Brugge       |
| 20   | KP    | Alfons Peeters         | 1943. január 21. (27 évesen)     | 6    | Anderlecht        |
| 21   | CS    | Frans Janssens         | 1945. szeptember 25. (24 évesen) | 0    | Lierse            |
| 22   | K     | Jacques Duquesne       | 1940. április 22. (30 évesen)    | 4    | Olympic Charleroi |

### Salvador
Szövetségi kapitány:  Hernán Carrasco Vivanco
| Szám | Poszt | Név                 | Születési dátum (Kor)            | Vál. | Klub              |
| ---- | ----- | ------------------- | -------------------------------- | ---- | ----------------- |
| 1    | K     | Raúl Magaña         | 1940. február 24. (30 évesen)    |      | CD FAS            |
| 2    | V     | Roberto Rivas       | 1941. július 17. (28 évesen)     |      | Alianza FC        |
| 3    | V     | Salvador Mariona    | 1943. december 16. (26 évesen)   |      | Alianza FC        |
| 4    | V     | Santiago Cortés     | 1945. január 19. (25 évesen)     |      | Atlético Marte    |
| 5    | V     | Saturnino Osorio    | 1945. január 6. (25 évesen)      |      | Águila            |
| 6    | KP    | José Quintanilla    | 1947. október 29. (22 évesen)    |      | Atlético Marte    |
| 7    | KP    | Mauricio Rodríguez  | 1945. szeptember 12. (24 évesen) |      | Universidad       |
| 8    | KP    | Jorge Vásquez       | 1945. április 23. (25 évesen)    |      | Universidad       |
| 9    | KP    | Juan Ramón Martínez | 1948. április 20. (22 évesen)    |      | Águila            |
| 10   | CS    | Salvador Cabezas    | 1947. február 28. (23 évesen)    |      | Adler San Nicolas |
| 11   | CS    | Ernesto Aparicio    | 1948. december 28. (21 évesen)   |      | Atlético Marte    |
| 12   | CS    | Mario Monge         | 1938. november 27. (31 évesen)   |      | CD FAS            |
| 13   | K     | Tomas Pineda        | 1939. január 1. (31 évesen)      |      | Alianza FC        |
| 14   | V     | Mauricio Manzano    | 1943. szeptember 30. (26 évesen) |      | CD FAS            |
| 15   | CS    | David Cabrera       | 1945. szeptember 12. (24 évesen) |      | CD FAS            |
| 16   | KP    | Genaro Sermeño      | 1948. november 28. (21 évesen)   |      | CD FAS            |
| 17   | CS    | Jaime Portillo      | 1947. szeptember 18. (22 évesen) |      | Alianza FC        |
| 18   | V     | Guillermo Castro    | 1940. június 25. (29 évesen)     |      | Atlético Marte    |
| 19   | KP    | Sergio Méndez       | 1942. február 14. (28 évesen)    |      | Atlético Marte    |
| 20   | K     | Gualberto Fernández | 1941. július 12. (28 évesen)     |      | Atlante           |
| 21   | CS    | Elmer Acevedo       | 1946. február 24. (24 évesen)    |      | CD FAS            |
| 22   | KP    | Alberto Villalta    | 1947. november 19. (22 évesen)   |      | Atlético Marte    |

## B csoport

### Olaszország
Szövetségi kapitány:  Ferruccio Valcareggi
| Szám | Poszt | Név                | Születési dátum (Kor)           | Vál. | Klub           |
| ---- | ----- | ------------------ | ------------------------------- | ---- | -------------- |
| 1    | K     | Enrico Albertosi   | 1939. november 2. (30 évesen)   | 21   | Cagliari       |
| 2    | V     | Tarcisio Burgnich  | 1939. április 25. (31 évesen)   | 33   | Internazionale |
| 3    | V     | Giacinto Facchetti | 1942. július 18. (27 évesen)    | 46   | Internazionale |
| 4    | V     | Fabrizio Poletti   | 1943. július 13. (26 évesen)    | 4    | Torino         |
| 5    | V     | Pierluigi Cera     | 1941. február 25. (29 évesen)   | 2    | Cagliari       |
| 6    | KP    | Ugo Ferrante       | 1945. július 18. (24 évesen)    | 1    | Fiorentina     |
| 7    | KP    | Comunardo Niccolai | 1946. december 15. (23 évesen)  | 1    | Cagliari       |
| 8    | KP    | Roberto Rosato     | 1943. augusztus 18. (26 évesen) | 18   | Milan          |
| 9    | KP    | Giorgio Puia       | 1938. március 8. (32 évesen)    | 7    | Torino         |
| 10   | V     | Mario Bertini      | 1944. január 7. (26 évesen)     | 9    | Internazionale |
| 11   | CS    | Luigi Riva         | 1944. november 7. (25 évesen)   | 16   | Cagliari       |
| 12   | K     | Dino Zoff          | 1942. február 28. (28 évesen)   | 10   | Napoli         |
| 13   | CS    | Angelo Domenghini  | 1941. augusztus 25. (28 évesen) | 22   | Cagliari       |
| 14   | KP    | Gianni Rivera      | 1942. augusztus 18. (27 évesen) | 38   | Milan          |
| 15   | KP    | Sandro Mazzola     | 1942. november 8. (27 évesen)   | 37   | Internazionale |
| 16   | KP    | Giancarlo De Sisti | 1943. március 13. (27 évesen)   | 12   | Fiorentina     |
| 17   | K     | Lido Vieri         | 1939. július 16. (30 évesen)    | 4    | Internazionale |
| 18   | V     | Antonio Juliano    | 1943. január 1. (27 évesen)     | 14   | Napoli         |
| 19   | CS    | Sergio Gori        | 1946. február 24. (24 évesen)   | 0    | Cagliari       |
| 20   | CS    | Roberto Boninsegna | 1943. november 13. (26 évesen)  | 1    | Internazionale |
| 21   | V     | Giuseppe Furino    | 1946. július 5. (23 évesen)     | 0    | Juventus       |
| 22   | CS    | Pierino Prati      | 1946. december 13. (23 évesen)  | 6    | Milan          |

### Svédország
Szövetségi kapitány:  Orvar Bergmark
| Szám | Poszt | Név                 | Születési dátum (Kor)           | Vál. | Klub              |
| ---- | ----- | ------------------- | ------------------------------- | ---- | ----------------- |
| 1    | K     | Ronnie Hellström    | 1949. február 21. (21 évesen)   | 12   | Hammarby IF       |
| 2    | V     | Hans Selander       | 1945. március 15. (25 évesen)   | 28   | Helsingborgs IF   |
| 3    | V     | Kurt Axelsson       | 1941. november 10. (28 évesen)  | 21   | Club Brugge       |
| 4    | KP    | Björn Nordqvist     | 1942. október 6. (27 évesen)    | 42   | IFK Norrköping    |
| 5    | V     | Roland Grip         | 1941. január 1. (29 évesen)     | 21   | AIK               |
| 6    | KP    | Tommy Svensson      | 1945. március 4. (25 évesen)    | 23   | Östers IF         |
| 7    | KP    | Bo Larsson          | 1944. május 5. (26 évesen)      | 22   | Malmö FF          |
| 8    | CS    | Leif Eriksson       | 1942. március 20. (28 évesen)   | 40   | Örebro SK         |
| 9    | CS    | Ove Kindvall        | 1943. május 16. (27 évesen)     | 15   | Feyenoord         |
| 10   | CS    | Ove Grahn           | 1943. május 9. (27 évesen)      | 14   | Grasshoppers Club |
| 11   | CS    | Örjan Persson       | 1942. augusztus 27. (27 évesen) | 28   | Örgryte IS        |
| 12   | K     | Sven-Gunnar Larsson | 1940. május 10. (30 évesen)     | 14   | Örebro SK         |
| 13   | V     | Claes Cronqvist     | 1944. október 15. (25 évesen)   | 2    | Djurgårdens IF    |
| 14   | V     | Krister Kristensson | 1942. július 25. (27 évesen)    | 17   | Malmö FF          |
| 15   | V     | Leif Målberg        | 1945. szeptember 1. (24 évesen) | 0    | IF Elfsborg       |
| 16   | KP    | Tomas Nordahl       | 1946. május 24. (24 évesen)     | 8    | Örebro SK         |
| 17   | K     | Ronney Pettersson   | 1940. április 26. (30 évesen)   | 17   | Djurgårdens IF    |
| 18   | CS    | Tom Turesson        | 1942. május 17. (28 évesen)     | 18   | Hammarby IF       |
| 19   | KP    | Göran Nicklasson    | 1942. augusztus 20. (27 évesen) | 1    | IFK Göteborg      |
| 20   | V     | Jan Olsson          | 1944. március 18. (26 évesen)   | 12   | GAIS              |
| 21   | CS    | Inge Ejderstedt     | 1946. december 24. (23 évesen)  | 15   | Östers IF         |
| 22   | KP    | Sten Pålsson        | 1945. december 4. (24 évesen)   | 6    | GAIS              |

### Uruguay
Szövetségi kapitány:  Juan Hohberg
| Szám | Poszt | Név                    | Születési dátum (Kor)          | Vál. | Klub                |
| ---- | ----- | ---------------------- | ------------------------------ | ---- | ------------------- |
| 1    | K     | Ladislao Mazurkiewicz  | 1945. február 14. (25 évesen)  |      | Peñarol Montevideo  |
| 2    | V     | Atilio Ancheta         | 1948. július 19. (21 évesen)   |      | Nacional Montevideo |
| 3    | V     | Roberto Matosas        | 1940. május 11. (30 évesen)    |      | Peñarol Montevideo  |
| 4    | V     | Luis Ubiña             | 1940. június 7. (29 évesen)    |      | Nacional Montevideo |
| 5    | KP    | Julio Montero Castillo | 1944. április 25. (26 évesen)  |      | Nacional Montevideo |
| 6    | V     | Juan Mujica            | 1944. december 22. (25 évesen) |      | Nacional Montevideo |
| 7    | KP    | Luis Cubilla           | 1940. március 28. (30 évesen)  |      | Nacional Montevideo |
| 8    | KP    | Pedro Rocha            | 1942. december 3. (27 évesen)  |      | Peñarol Montevideo  |
| 9    | KP    | Víctor Espárrago       | 1944. október 6. (25 évesen)   |      | Nacional Montevideo |
| 10   | KP    | Ildo Maneiro           | 1947. augusztus 4. (22 évesen) |      | Nacional Montevideo |
| 11   | CS    | Julio Morales          | 1945. február 16. (25 évesen)  |      | Nacional Montevideo |
| 12   | K     | Héctor Santos          | 1944. október 29. (25 évesen)  |      | Bella Vista         |
| 13   | KP    | Rodolfo Sandoval       | 1948. október 4. (21 évesen)   |      | Peñarol Montevideo  |
| 14   | V     | Francisco Cámera       | 1944. január 1. (26 évesen)    |      | Bella Vista         |
| 15   | CS    | Dagoberto Fontes       | 1943. június 6. (26 évesen)    |      | Defensor Sporting   |
| 16   | V     | Omar Caetano           | 1938. november 8. (31 évesen)  |      | Peñarol Montevideo  |
| 17   | CS    | Rúben Bareño           | 1944. január 23. (26 évesen)   |      | Cerro               |
| 18   | V     | Alberto Gómez          | 1944. június 10. (25 évesen)   |      | Liverpool           |
| 19   | V     | Oscar Zubía            | 1946. február 8. (24 évesen)   |      | River Plate         |
| 20   | CS    | Julio César Cortés     | 1941. március 29. (29 évesen)  |      | Peñarol Montevideo  |
| 21   | CS    | Julio Losada           | 1950. június 16. (19 évesen)   |      | Peñarol Montevideo  |
| 22   | K     | Walter Corbo           | 1949. május 2. (21 évesen)     |      | Peñarol Montevideo  |

### Izrael
Szövetségi kapitány:  Emmanuel Scheffer
| Szám | Poszt | Név                  | Születési dátum (Kor)            | Vál. | Klub                     |
| ---- | ----- | -------------------- | -------------------------------- | ---- | ------------------------ |
| 1    | K     | Jichák Visszoker     | 1944. szeptember 18. (25 évesen) | 17   | Hapóél Petah Tikva       |
| 2    | V     | Sragá Bar            | 1948. március 24. (22 évesen)    | 13   | Makkabi Netánjá          |
| 3    | V     | Menáhém Belló        | 1947. december 26. (22 évesen)   | 25   | Makkabi Tel-Aviv         |
| 4    | KP    | Dávid Prímó          | 1946. május 5. (24 évesen)       | 18   | Hapóél Tel-Aviv          |
| 5    | V     | Cví Rózen            | 1947. június 23. (22 évesen)     | 16   | Makkabi Tel-Aviv         |
| 6    | V     | Sámuel Rózentál      | 1947. április 22. (23 évesen)    | 23   | Hapóél Petah Tikva       |
| 7    | KP    | Ichák Sum            | 1948. szeptember 1. (21 évesen)  | 8    | Hapóél Kfar Sabá         |
| 8    | CS    | Giora Spiegel        | 1947. július 27. (22 évesen)     | 19   | Makkabi Tel-Aviv         |
| 9    | CS    | Jehósuá Feigenbaum   | 1947. december 5. (22 évesen)    | 15   | Hapóél Tel-Aviv          |
| 10   | CS    | Mordekáj Spiegler    | 1944. augusztus 19. (25 évesen)  | 36   | Makkabi Netánjá          |
| 11   | KP    | George Borba         | 1944. július 12. (25 évesen)     | 10   | Hapóél Tel-Aviv          |
| 12   | KP    | Jisha'ajahu Schwager | 1946. február 10. (24 évesen)    | 6    | Makkabi Haifa            |
| 13   | CS    | Jéhezkel Hazom       | 1947. január 1. (23 évesen)      | 4    | Hapóél Tel-Aviv          |
| 14   | KP    | Dani Smúlevic-Róm    | 1940. november 29. (29 évesen)   | 24   | Makkabi Haifa            |
| 15   | CS    | Rahamim Talbi        | 1943. május 17. (27 évesen)      | 25   | Makkabi Tel-Aviv         |
| 16   | V     | Yochanan Vollach     | 1945. május 14. (25 évesen)      | 4    | Hapóél Haifa             |
| 17   | CS    | Eli Ben-Rimóz        | 1947. január 1. (23 évesen)      | 2    | Hapóél Jerusálajim       |
| 18   | KP    | Moshé Romano         | 1946. május 6. (24 évesen)       | 6    | Simson Tel-Aviv          |
| 19   | KP    | Roni Súruk           | 1946. február 24. (24 évesen)    | 8    | Hakoáh Makkabi Ramat Gan |
| 20   | V     | Dávid Karako         | 1945. február 11. (25 évesen)    | 6    | Makkabi Tel-Aviv         |
| 21   | K     | Jéhiel Háméiri       | 1946. augusztus 20. (23 évesen)  | 1    | Hapóél Haifa             |
| 22   | K     | Jáir Noszovszki      | 1937. június 29. (32 évesen)     | 3    | Hapóél Kfar Sabá         |

## C csoport

### Brazília
Szövetségi kapitány:  Mário Zagallo
| Szám | Poszt | Név            | Születési dátum (Kor)            | Vál. | Klub             |
| ---- | ----- | -------------- | -------------------------------- | ---- | ---------------- |
| 1    | K     | Félix          | 1937. december 24. (32 évesen)   | 23   | Fluminense       |
| 2    | V     | Brito          | 1939. augusztus 9. (30 évesen)   | 28   | Flamengo         |
| 3    | V     | Piazza         | 1944. február 25. (26 évesen)    | 16   | Cruzeiro         |
| 4    | V     | Carlos Alberto | 1944. július 17. (25 évesen)     | 40   | Santos           |
| 5    | KP    | Clodoaldo      | 1949. szeptember 26. (20 évesen) | 7    | Santos           |
| 6    | V     | Marco Antônio  | 1951. február 6. (19 évesen)     | 7    | Fluminense       |
| 7    | CS    | Jairzinho      | 1944. december 25. (25 évesen)   | 45   | Botafogo         |
| 8    | KP    | Gérson         | 1941. január 11. (29 évesen)     | 54   | São Paulo        |
| 9    | CS    | Tostão         | 1944. március 25. (26 évesen)    | 36   | Cruzeiro         |
| 10   | CS    | Pelé           | 1940. október 23. (29 évesen)    | 81   | Santos           |
| 11   | KP    | Rivellino      | 1946. január 1. (24 évesen)      | 21   | Corinthians      |
| 12   | K     | Ado            | 1946. július 4. (23 évesen)      | 2    | Corinthians      |
| 13   | CS    | Roberto        | 1944. július 31. (25 évesen)     | 9    | Botafogo         |
| 14   | V     | Baldocchi      | 1946. március 14. (24 évesen)    | 1    | Palmeiras        |
| 15   | V     | Fontana        | 1940. december 31. (29 évesen)   | 6    | Cruzeiro         |
| 16   | V     | Everaldo       | 1944. szeptember 11. (25 évesen) | 8    | Grêmio           |
| 17   | V     | Joel           | 1946. szeptember 18. (23 évesen) | 26   | Santos           |
| 18   | KP    | Paulo César    | 1949. június 16. (20 évesen)     | 14   | Botafogo         |
| 19   | CS    | Edu            | 1949. augusztus 6. (20 évesen)   | 29   | Santos           |
| 20   | CS    | Dario          | 1946. március 4. (24 évesen)     | 3    | Atlético Mineiro |
| 21   | V     | Zé Maria       | 1949. május 18. (21 évesen)      | 1    | Portuguesa       |
| 22   | K     | Leão           | 1949. július 11. (20 évesen)     | 2    | Palmeiras        |

### Anglia
Szövetségi kapitány:  Alf Ramsey
| Szám | Poszt | Név            | Születési dátum (Kor)            | Vál. | Klub                 |
| ---- | ----- | -------------- | -------------------------------- | ---- | -------------------- |
| 1    | K     | Gordon Banks   | 1937. december 30. (32 évesen)   | 59   | Stoke City           |
| 2    | V     | Keith Newton   | 1941. június 23. (28 évesen)     | 24   | Everton              |
| 3    | V     | Terry Cooper   | 1944. július 12. (25 évesen)     | 8    | Leeds United         |
| 4    | KP    | Alan Mullery   | 1941. november 23. (28 évesen)   | 27   | Tottenham Hotspur    |
| 5    | V     | Brian Labone   | 1940. január 23. (30 évesen)     | 23   | Everton              |
| 6    | V     | Bobby Moore    | 1941. április 12. (29 évesen)    | 80   | West Ham United      |
| 7    | CS    | Francis Lee    | 1944. április 29. (26 évesen)    | 14   | Manchester City      |
| 8    | KP    | Alan Ball      | 1945. május 12. (25 évesen)      | 41   | Everton              |
| 9    | KP    | Bobby Charlton | 1937. október 11. (32 évesen)    | 102  | Manchester United    |
| 10   | CS    | Geoff Hurst    | 1941. december 8. (28 évesen)    | 38   | West Ham United      |
| 11   | KP    | Martin Peters  | 1943. november 8. (26 évesen)    | 38   | Tottenham Hotspur    |
| 12   | K     | Peter Bonetti  | 1941. szeptember 27. (28 évesen) | 6    | Chelsea              |
| 13   | K     | Alex Stepney   | 1942. szeptember 18. (27 évesen) | 1    | Manchester United    |
| 14   | V     | Tommy Wright   | 1944. október 21. (25 évesen)    | 9    | Everton              |
| 15   | V     | Nobby Stiles   | 1942. május 18. (28 évesen)      | 28   | Manchester United    |
| 16   | KP    | Emlyn Hughes   | 1947. augusztus 28. (22 évesen)  | 6    | Liverpool            |
| 17   | V     | Jack Charlton  | 1935. május 8. (35 évesen)       | 34   | Leeds United         |
| 18   | V     | Norman Hunter  | 1943. október 29. (26 évesen)    | 13   | Leeds United         |
| 19   | KP    | Colin Bell     | 1946. február 26. (24 évesen)    | 11   | Manchester City      |
| 20   | CS    | Peter Osgood   | 1947. február 20. (23 évesen)    | 1    | Chelsea              |
| 21   | CS    | Allan Clarke   | 1946. július 31. (23 évesen)     | 0    | Leeds United         |
| 22   | CS    | Jeff Astle     | 1942. május 13. (28 évesen)      | 3    | West Bromwich Albion |

### Csehszlovákia
Szövetségi kapitány:  Jozef Marko
| Szám | Poszt | Név               | Születési dátum (Kor)            | Vál. | Klub                      |
| ---- | ----- | ----------------- | -------------------------------- | ---- | ------------------------- |
| 1    | K     | Ivo Viktor        | 1942. május 21. (28 évesen)      | 19   | VTJ Dukla Praha           |
| 2    | V     | Karol Dobiaš      | 1947. december 18. (22 évesen)   | 9    | Spartak TAZ Trnava        |
| 3    | V     | Václav Migas      | 1944. szeptember 16. (25 évesen) | 4    | TJ Sparta ČKD Praha       |
| 4    | V     | Vladimír Hagara   | 1943. november 7. (26 évesen)    | 10   | Spartak TAZ Trnava        |
| 5    | V     | Alexander Horváth | 1938. december 28. (31 évesen)   | 24   | TJ Slovan CHZJD           |
| 6    | CS    | Andrej Kvašňák    | 1935. május 19. (35 évesen)      | 49   | RFC Malinois              |
| 7    | KP    | Bohumil Veselý    | 1945. június 18. (24 évesen)     | 13   | TJ Sparta ČKD Praha       |
| 8    | CS    | Ladislav Petráš   | 1946. december 1. (23 évesen)    | 1    | TJ Internacionál Slovnaft |
| 9    | KP    | Ladislav Kuna     | 1947. április 3. (23 évesen)     | 22   | Spartak TAZ Trnava        |
| 10   | CS    | Jozef Adamec      | 1942. február 26. (28 évesen)    | 30   | Spartak TAZ Trnava        |
| 11   | CS    | Karol Jokl        | 1945. augusztus 29. (24 évesen)  | 18   | TJ Slovan CHZJD           |
| 12   | V     | Ján Pivarník      | 1947. november 13. (22 évesen)   | 6    | VSS Košice                |
| 13   | K     | Anton Flešár      | 1944. május 8. (26 évesen)       | 1    | Lokomotíva Košice         |
| 14   | V     | Vladimír Hrivnák  | 1945. április 23. (25 évesen)    | 4    | TJ Slovan CHZJD           |
| 15   | V     | Ján Zlocha        | 1942. március 24. (28 évesen)    | 3    | TJ Slovan CHZJD           |
| 16   | KP    | Ivan Hrdlička     | 1943. november 20. (26 évesen)   | 13   | TJ Slovan CHZJD           |
| 17   | KP    | Jaroslav Pollák   | 1947. július 11. (22 évesen)     | 5    | VSS Košice                |
| 18   | KP    | František Veselý  | 1943. december 7. (26 évesen)    | 16   | Slavia Praha              |
| 19   | KP    | Josef Jurkanin    | 1949. március 5. (21 évesen)     | 8    | TJ Sparta ČKD Praha       |
| 20   | CS    | Milan Albrecht    | 1950. július 16. (19 évesen)     | 2    | Jednota Trenčín           |
| 21   | CS    | Ján Čapkovič      | 1948. január 11. (22 évesen)     | 4    | TJ Slovan CHZJD           |
| 22   | K     | Vencel Sándor     | 1944. február 8. (26 évesen)     | 12   | TJ Slovan CHZJD           |

### Románia
Szövetségi kapitány:  Angelo Niculescu
| Szám | Poszt | Név               | Születési dátum (Kor)           | Vál. | Klub                |
| ---- | ----- | ----------------- | ------------------------------- | ---- | ------------------- |
| 1    | K     | Necula Răducanu   | 1946. május 10. (24 évesen)     | 9    | Rapid București     |
| 2    | V     | Szatmári Lajos    | 1944. február 21. (26 évesen)   | 20   | Steaua București    |
| 3    | V     | Nicolae Lupescu   | 1940. december 17. (29 évesen)  | 7    | Rapid București     |
| 4    | V     | Mihai Mocanu      | 1942. február 24. (28 évesen)   | 25   | Petrolul Ploieşti   |
| 5    | KP    | Cornel Dinu       | 1948. augusztus 2. (21 évesen)  | 16   | Dinamo București    |
| 6    | KP    | Dan Coe           | 1941. szeptember 8. (28 évesen) | 39   | Rapid București     |
| 7    | KP    | Dembrószky Imre   | 1945. október 6. (24 évesen)    | 11   | Dinamo Bacău        |
| 8    | CS    | Nicolae Dobrin    | 1947. augusztus 26. (22 évesen) | 24   | Argeș Pitești       |
| 9    | CS    | Florea Dumitrache | 1948. május 22. (22 évesen)     | 13   | Dinamo București    |
| 10   | KP    | Radu Nunweiller   | 1944. november 16. (25 évesen)  | 14   | Dinamo București    |
| 11   | CS    | Mircea Lucescu    | 1945. július 29. (24 évesen)    | 25   | Dinamo București    |
| 12   | V     | Mihai Ivăncescu   | 1942. március 22. (28 évesen)   | 0    | Steagul Roşu Braşov |
| 13   | V     | Augustin Deleanu  | 1944. augusztus 23. (25 évesen) | 11   | Dinamo București    |
| 14   | V     | Vasile Gergely    | 1941. október 28. (28 évesen)   | 35   | Dinamo București    |
| 15   | V     | Ion Dumitru       | 1950. január 2. (20 évesen)     | 3    | Rapid București     |
| 16   | KP    | Alexandru Neagu   | 1948. július 19. (21 évesen)    | 4    | Rapid București     |
| 17   | KP    | Gheorghe Tătaru   | 1948. május 5. (22 évesen)      | 0    | Steaua București    |
| 18   | CS    | Marin Tufan       | 1942. október 14. (27 évesen)   | 2    | Farul Constanța     |
| 19   | CS    | Flavius Domide    | 1946. május 11. (24 évesen)     | 6    | UTA Arad            |
| 20   | V     | Nicolae Pescaru   | 1943. március 27. (27 évesen)   | 1    | Steagul Roşu Braşov |
| 21   | K     | Stere Adamache    | 1941. augusztus 17. (28 évesen) | 2    | Steagul Roşu Braşov |
| 22   | K     | Gheorghe Gornea   | 1944. augusztus 2. (25 évesen)  | 4    | UTA Arad            |

## D csoport

### NSZK
Szövetségi kapitány:  Helmut Schön
| Szám | Poszt | Név                     | Születési dátum (Kor)            | Vál. | Klub                   |
| ---- | ----- | ----------------------- | -------------------------------- | ---- | ---------------------- |
| 1    | K     | Sepp Maier              | 1944. február 28. (26 évesen)    | 19   | Bayern München         |
| 2    | V     | Horst-Dieter Höttges    | 1943. szeptember 10. (26 évesen) | 49   | Werder Bremen          |
| 3    | V     | Karl-Heinz Schnellinger | 1939. március 31. (31 évesen)    | 41   | AC Milan               |
| 4    | KP    | Franz Beckenbauer       | 1945. szeptember 11. (24 évesen) | 38   | Bayern München         |
| 5    | V     | Willi Schulz            | 1938. október 4. (31 évesen)     | 61   | FC Köln                |
| 6    | KP    | Wolfgang Weber          | 1944. június 26. (25 évesen)     | 37   | FC Köln                |
| 7    | V     | Berti Vogts             | 1946. december 30. (23 évesen)   | 24   | Borussia M'gladbach    |
| 8    | CS    | Helmut Haller           | 1939. július 21. (30 évesen)     | 32   | Juventus               |
| 9    | CS    | Uwe Seeler              | 1936. november 5. (33 évesen)    | 65   | Hamburg                |
| 10   | CS    | Sigfried Held           | 1942. augusztus 7. (27 évesen)   | 27   | Borussia Dortmund      |
| 11   | V     | Klaus Fichtel           | 1944. november 19. (25 évesen)   | 13   | Schalke 04             |
| 12   | KP    | Wolfgang Overath        | 1943. szeptember 29. (26 évesen) | 49   | FC Köln                |
| 13   | CS    | Gerd Müller             | 1945. november 3. (24 évesen)    | 19   | Bayern München         |
| 14   | CS    | Reinhard Libuda         | 1943. október 10. (26 évesen)    | 15   | Schalke 04             |
| 15   | V     | Bernd Patzke            | 1943. március 14. (27 évesen)    | 19   | Hertha Berlin          |
| 16   | KP    | Max Lorenz              | 1939. augusztus 19. (30 évesen)  | 19   | Eintracht Braunschweig |
| 17   | CS    | Hannes Löhr             | 1942. július 5. (27 évesen)      | 13   | FC Köln                |
| 18   | V     | Klaus-Dieter Sieloff    | 1942. február 27. (28 évesen)    | 9    | Borussia M'gladbach    |
| 19   | KP    | Peter Dietrich          | 1944. március 6. (26 évesen)     | 1    | Borussia M'gladbach    |
| 20   | CS    | Jürgen Grabowski        | 1944. július 7. (25 évesen)      | 7    | Eintracht Frankfurt    |
| 21   | K     | Manfred Manglitz        | 1940. március 8. (30 évesen)     | 4    | FC Köln                |
| 22   | K     | Horst Wolter            | 1942. június 8. (27 évesen)      | 12   | Eintracht Braunschweig |

### Peru
Szövetségi kapitány:  Didi
| Szám | Poszt | Név                 | Születési dátum (Kor)          | Vál. | Klub                |
| ---- | ----- | ------------------- | ------------------------------ | ---- | ------------------- |
| 1    | K     | Luis Rubiños        | 1940. december 31. (29 évesen) |      | Sporting Cristal    |
| 2    | V     | Eloy Campos         | 1942. május 31. (28 évesen)    |      | Sporting Cristal    |
| 3    | V     | Orlando de la Torre | 1943. november 21. (26 évesen) |      | Sporting Cristal    |
| 4    | V     | Héctor Chumpitaz    | 1944. december 4. (25 évesen)  |      | Universitario       |
| 5    | V     | Nicolás Fuentes     | 1941. december 20. (28 évesen) |      | Universitario       |
| 6    | KP    | Ramón Mifflin       | 1947. április 5. (23 évesen)   |      | Sporting Cristal    |
| 7    | KP    | Roberto Challe      | 1946. november 24. (23 évesen) |      | Universitario       |
| 8    | KP    | Julio Baylón        | 1947. december 10. (22 évesen) |      | Alianza Lima        |
| 9    | CS    | Pedro Pablo León    | 1943. március 26. (27 évesen)  |      | Alianza Lima        |
| 10   | CS    | Teófilo Cubillas    | 1949. március 8. (21 évesen)   |      | Alianza Lima        |
| 11   | KP    | Alberto Gallardo    | 1940. november 28. (29 évesen) |      | Sporting Cristal    |
| 12   | K     | Rubén Correa        | 1941. július 25. (28 évesen)   |      | Universitario       |
| 13   | KP    | Pedro González      | 1943. május 19. (27 évesen)    |      | Universitario       |
| 14   | V     | José Fernández      | 1939. február 14. (31 évesen)  |      | Sporting Cristal    |
| 15   | KP    | Javier González     | 1939. május 11. (31 évesen)    |      | Alianza Lima        |
| 16   | V     | Félix Salinas       | 1939. május 11. (31 évesen)    |      | Universitario       |
| 17   | KP    | Luis Cruzado        | 1941. július 6. (28 évesen)    |      | Universitario       |
| 18   | CS    | José del Castillo   | 1943. január 1. (27 évesen)    |      | Sporting Cristal    |
| 19   | V     | Eladio Reyes        | 1948. január 8. (22 évesen)    |      | Alianza Lima        |
| 20   | CS    | Hugo Sotil          | 1948. május 18. (22 évesen)    |      | Deportivo Municipal |
| 21   | K     | Jesús Goyzueta      | 1947. január 1. (23 évesen)    |      | Universitario       |
| 22   | CS    | Oswaldo Ramírez     | 1947. március 29. (23 évesen)  |      | Sport Boys          |

### Bulgária
Szövetségi kapitány:  Sztefan Bozskov
| Szám | Poszt | Név                   | Születési dátum (Kor)            | Vál. | Klub                     |
| ---- | ----- | --------------------- | -------------------------------- | ---- | ------------------------ |
| 1    | K     | Szimeon Szimeonov     | 1946. április 26. (24 évesen)    | 29   | Szlavija Szofija         |
| 2    | V     | Alekszandar Salamanov | 1941. szeptember 4. (28 évesen)  | 32   | Szlavija Szofija         |
| 3    | V     | Ivan Dimitrov         | 1935. május 14. (35 évesen)      | 68   | Akademik Szofija         |
| 4    | V     | Sztefan Aladzsov      | 1947. október 18. (22 évesen)    | 9    | Levszki-Szpartak Szofija |
| 5    | KP    | Ivan Davidov          | 1943. október 5. (26 évesen)     | 7    | Szlavija Szofija         |
| 6    | V     | Dimitar Penev         | 1945. július 12. (24 évesen)     | 46   | CSZKA Szofija            |
| 7    | CS    | Georgi Popov          | 1944. július 14. (25 évesen)     | 16   | Trakia Plovdiv           |
| 8    | CS    | Hriszto Bonev         | 1947. február 3. (23 évesen)     | 24   | Lokomotiv Plovdiv        |
| 9    | CS    | Petar Zsekov          | 1944. október 10. (25 évesen)    | 23   | CSZKA Szofija            |
| 10   | CS    | Dimitar Jakimov       | 1941. július 12. (28 évesen)     | 57   | CSZKA Szofija            |
| 11   | KP    | Dinko Dermendzsiev    | 1941. június 2. (28 évesen)      | 35   | Trakia Plovdiv           |
| 12   | V     | Milko Gajdarszki      | 1946. március 18. (24 évesen)    | 12   | Levszki-Szpartak Szofija |
| 13   | K     | Sztojan Jordanov      | 1944. január 29. (26 évesen)     | 4    | CSZKA Szofija            |
| 14   | V     | Dobromir Zsecsev      | 1942. november 12. (27 évesen)   | 41   | Levszki-Szpartak Szofija |
| 15   | V     | Borisz Gaganelov      | 1941. október 7. (28 évesen)     | 46   | CSZKA Szofija            |
| 16   | KP    | Aszparuh Nikodimov    | 1945. augusztus 21. (24 évesen)  | 12   | CSZKA Szofija            |
| 17   | V     | Todor Kolev           | 1942. április 29. (28 évesen)    | 9    | Szlavija Szofija         |
| 18   | CS    | Dimitar Marasliev     | 1947. augusztus 31. (22 évesen)  | 6    | CSZKA Szofija            |
| 19   | KP    | Georgi Aszparuhov     | 1943. május 4. (27 évesen)       | 47   | Levszki-Szpartak Szofija |
| 20   | KP    | Vaszil Mitkov         | 1943. szeptember 17. (26 évesen) | 7    | Levszki-Szpartak Szofija |
| 21   | CS    | Bozsidar Grigorov     | 1945. július 27. (24 évesen)     | 0    | Szlavija Szofija         |
| 22   | K     | Georgi Kamenszki      | 1947. február 3. (23 évesen)     | 0    | Levszki-Szpartak Szofija |

Georgi Kamenski került be az utolsó pillanatban Yordan Filipov sérülése miatt.

### Marokkó
Szövetségi kapitány:  Blagoja Vidinić
| Szám | Poszt | Név                   | Születési dátum (Kor)          | Vál. | Klub              |
| ---- | ----- | --------------------- | ------------------------------ | ---- | ----------------- |
| 1    | K     | Allál Ben Kasszu      | 1941. január 1. (29 évesen)    |      | FAR Rabat         |
| 2    | V     | Abdallah Lamrani      | 1946. január 1. (24 évesen)    |      | FAR Rabat         |
| 3    | V     | Búdzsema Benhríf      | 1947. január 1. (23 évesen)    |      | KAC Kenitra       |
| 4    | V     | Múláj Hánúszí         | 1939. január 1. (31 évesen)    |      | MAS Fes           |
| 5    | V     | Kászem Szlímání       | 1948. január 1. (22 évesen)    |      | RS Settat         |
| 6    | KP    | Mohamed Mahrúfí       | 1947. január 1. (23 évesen)    |      | DH Jadida         |
| 7    | KP    | Szaíd Gándí           | 1947. január 1. (23 évesen)    |      | RCA Casablanca    |
| 8    | KP    | Drísz Bámúsz          | 1942. december 15. (27 évesen) |      | FAR Rabat         |
| 9    | CS    | Áhmed Farasz          | 1946. január 1. (24 évesen)    |      | Chabab Mohammedia |
| 10   | CS    | Mohamed el-Fílalí     | 1945. július 9. (24 évesen)    |      | Mouloudia Oujda   |
| 11   | KP    | Maúhúb Gazúání        | 1948. január 1. (22 évesen)    |      | FAR Rabat         |
| 12   | K     | Mohammed Hazzaz       | 1945. január 1. (25 évesen)    |      | MAS Fes           |
| 13   | V     | Dzsalílí Fádílí       | 1940. január 1. (30 évesen)    |      | FAR Rabat         |
| 14   | CS    | Human Dzsarir         | 1945. január 1. (25 évesen)    |      | RCA Casablanca    |
| 15   | KP    | Hámed Dahán           | 1946. január 1. (24 évesen)    |      | Union Sidi Kacem  |
| 16   | KP    | Musztafa Sukrí        | 1945. január 1. (25 évesen)    |      | RCA Casablanca    |
| 17   | CS    | Áhmed Alaúí           | 1949. január 1. (21 évesen)    |      | RS Settat         |
| 18   | V     | Abd el-Káder el-Híátí | 1945. január 1. (25 évesen)    |      | FAR Rabat         |
| 19   | K     | Abd el-Káder Úríáglí  | 1943. január 1. (27 évesen)    |      | WAC Casablanca    |

- Marokkó csak 19 játékost nevezett.

## Külső hivatkozások
- (angolul) Planet World Cup website